# Kolej Transirańska

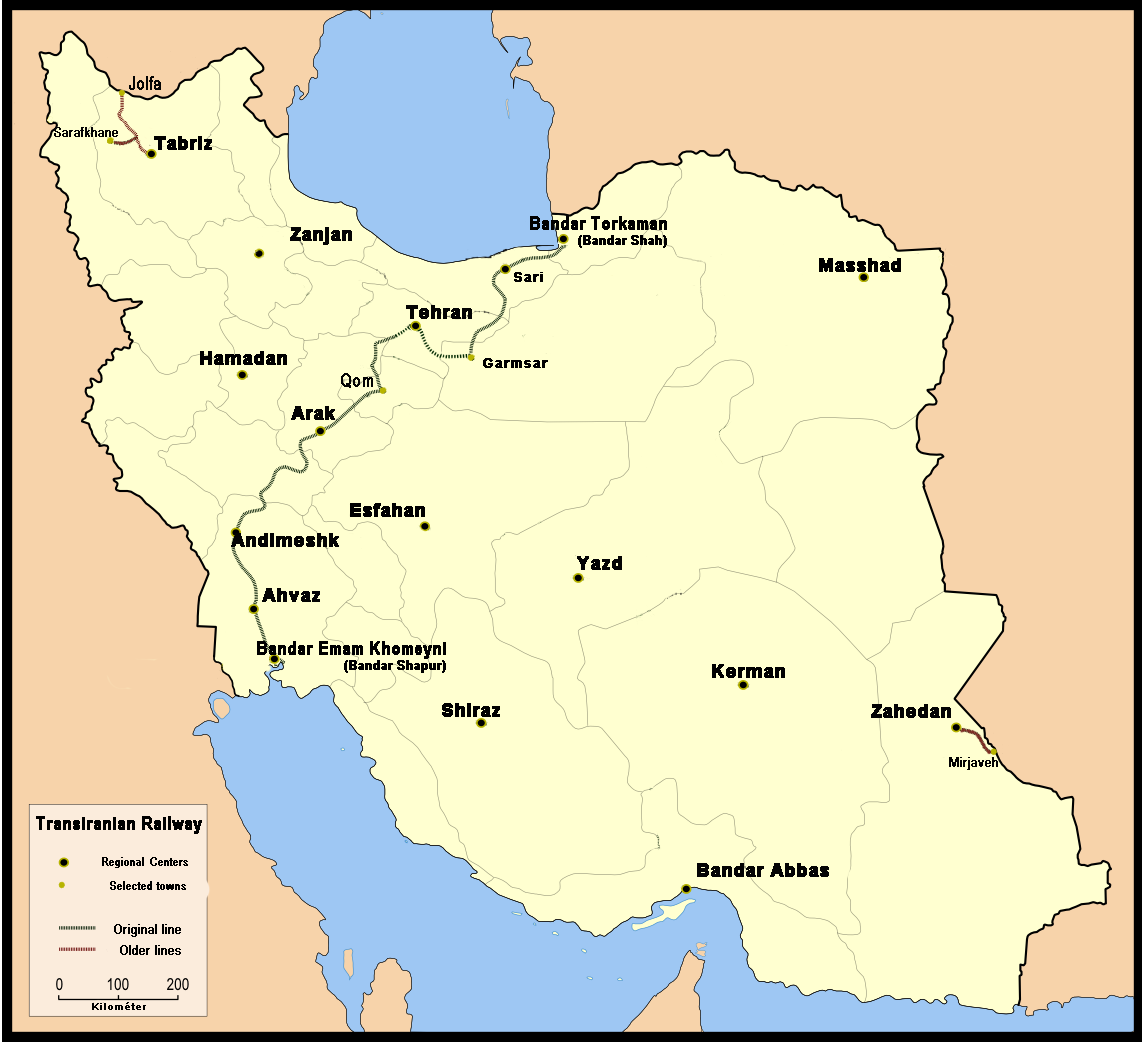
Przebieg Kolei Transirańskiej

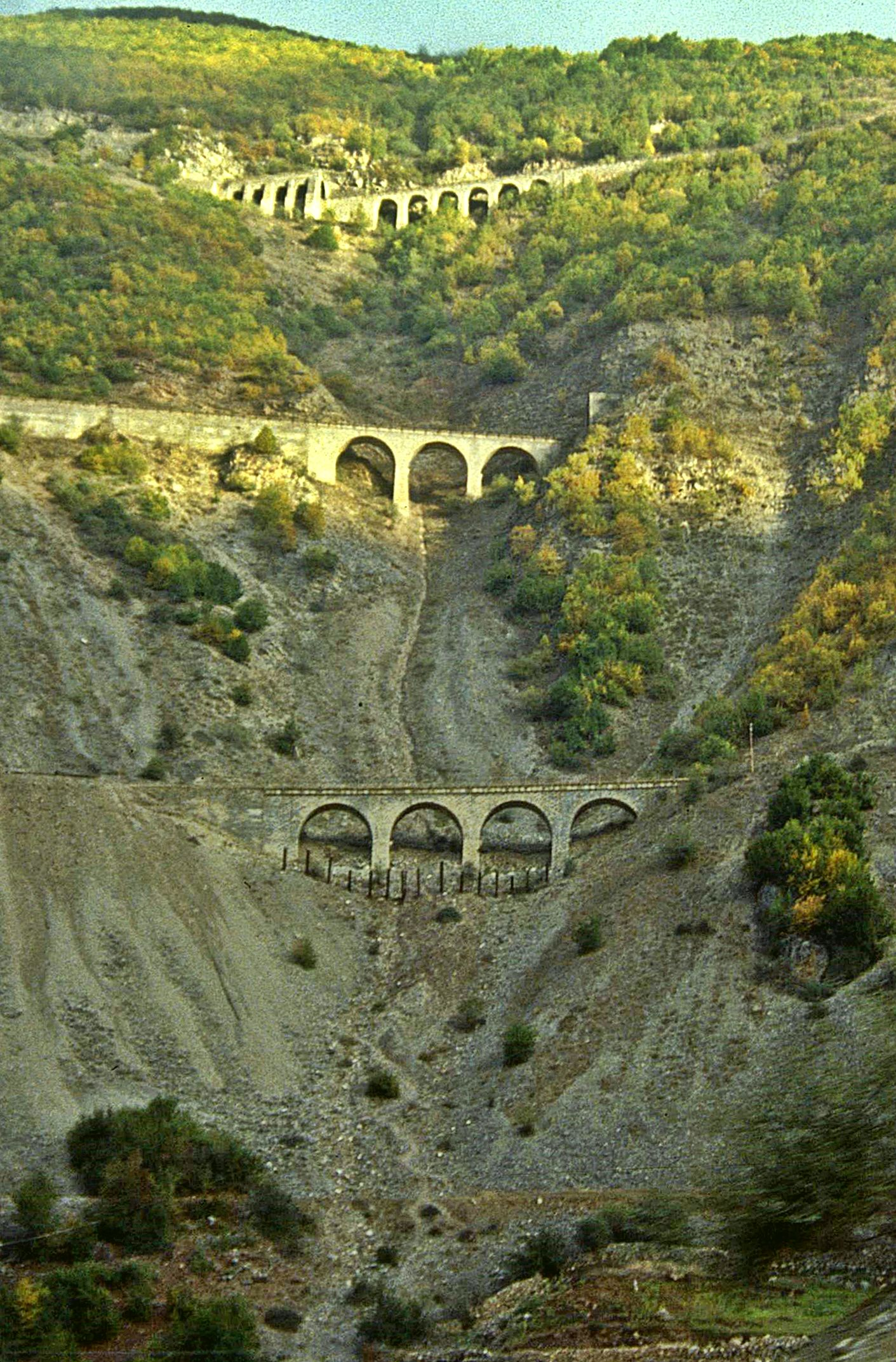
Se Khat Tala (trzy złote linie)

Kolej Transirańska (pers. ‏راه آهن سراسری ایران‎, Rah Ahan-e Sarasari-je Iran) – linia kolejowa w Iranie, wybudowana w latach 1927–1938 z inicjatywy Rezy Szaha Pahlawiego. W lipcu 2021 r. wpisana na Listę Światowego Dziedzictwa UNESCO.
Szlak prowadzi z portu Bandar-e Emam Chomejni nad Zatoką Perską przez Ahwaz, Kom i Teheran do portu Bandar-e Torkaman nad Morzem Kaspijskim. Długość szlaku wynosi 1394 km i jest na nim położonych 90 stacji kolejowych. Po drodze szlak przecina pasmo górskie Elburs i góry Zagros. Pokonanie dwóch łańcuchów górskich, często na poziomie powyżej 2000 m n.p.m. (najwyższy punkt szlaku znajduje się na wysokości 2214 m n.p.m.), wymagało zastosowania zaawansowanych rozwiązań inżynieryjnych. Na całym szlaku wybudowano 224 tunele, w tym 11 tuneli spiralnych, oraz 4772 wiadukty i mosty. Kolej zbudowano z szerokością torów 1435 mm.
Stacje Kolei Transirańskiej zostały zbudowane w dwóch stylach architektonicznych: „bliskowschodnim” (południowa część linii) i „nowoczesnym” (północna część). Tuż po otwarciu stacje musiały być fortyfikowane, ponieważ miejscowe plemiona (np. Bachtiarzy) atakowały stacje i pociągi. 
W ostanie Mazandaran znajdują się dwie znane kolejowe budowle inżynieryjne: Se Khat Tala (trzy złote linie), gdzie szlak kolejowy wspina się do góry przez system wiaduktów położonych na trzech różnych wysokościach z zastosowaniem pętli i tuneli, oraz most Veresk, który wznosi się na wysokości 110 metrów nad dnem doliny na 66-metrowym murowanym łuku. 
W czasie budowy linii napotkano szereg wyzwań geologicznych i inżynieryjnych. Niektóre rozpoczęte tunele musiały zostać opuszczone podczas budowy, po odkryciu złóż soli, gipsu, oraz pumeksu wulkanicznego. W czasie budowy jednego z tuneli napotkano pustkę w środku góry, co wymusiło zbudowanie mostu wewnątrz tunelu.

## Historia budowy
Pierwsze działania na rzecz budowy kolei w Iranie podejmowano w drugiej połowie XIX wieku. W 1872 r. Baron Jules de Reuter otrzymał koncesję na budowę sieci kolejowej w całym kraju. Jednak z uwagi na protest Rosji koncesja ta została cofnięta, a w 1890 r. rządy Iranu i Rosji zawarły umowę, która wprowadzała 10-letnie embargo na budowę kolei w Iranie. 
W 1889 r. George Curzon odbył podróż po Iranie, po której wydał pracę Persia and the Persian Question, odnoszącą się zasadniczo do sytuacji Iranu w Wielkiej Grze, czyli rywalizacji między Imperium Rosyjskim a Wielką Brytanią o wpływy na Bliskim Wschodzie. W pracy tej Curzon określił strategiczne znaczenie budowy kolei w Iranie dla interesów politycznych i gospodarczych imperiów oraz układu sił w regionie. Podobne postrzeganie sytuacji przez Rosję spowodowało, że oba imperia wzajemnie blokowały budowę kolei w Iranie, chcąc zachować równowagę sił w regionie.
W konsekwencji do czasu obalenia dynastii Kadżarów i koronowania na szacha Rezy Szaha Pahlawiego w 1925 r., w Iranie nie wybudowano krajowych linii kolejowych. W 1926 r. w całym kraju funkcjonowało kilka odrębnych linii: wąskotorowa linia Teheran-Rej o długości 17 km, szerokotorowe linie Dżolfa-Tebriz i Sufian-Szarafchane o długości odpowiednio 146 i 53 km, będące odnogami kolei rosyjskich, linia Mirjaveh-Zahedan o długości 92 km, będąca odnogą kolei Indii Brytyjskich i wąskotorowa kolej zbudowana w 1923 r. w Chuzestanie przez Angielsko-Perską Kompanię Olejową.
Reza Szah Pahlawi chcąc zmodernizować kraj postanowił położyć linię kolejową między brzegiem Morza Kaspijskiego a Zatoką Perską. Projekt budowy linii został zatwierdzony przez irański parlament na początku 1926 r. Reza Szah chciał zbudować kolej wyłącznie ze środków irańskich, bez zaciągania zagranicą pożyczek na jej budowę. Dlatego rząd wprowadził nowe podatki na cukier i herbatę. Po dwóch latach (w 1927 r.) rząd zebrał wystarczające środki i rozpoczęto prace budowlane na obu końcach linii. Na południu prace prowadziła m.in. amerykańska firma Ulen & Co., a na północy trzy niemieckie firmy: Philip Holtzman, Julius Bergerand i Siemens Bahn. Pierwszy odcinek linii północnej, od Bandar-e Torkaman do Sari (87 km), został otwarty przez szacha w listopadzie 1928 r., a linii południowej, od Bandar-e Shahpur do Dezful (252 kilometry), dwa miesiące później. Ulewne deszcze spowodowały poważne uszkodzenia torów kolejowych, co spowodowało wykolejenie pociągu królewskiego w dniu otwarcia oraz skutkowało zmianą wykonawców na szwedzko-duńskie konsorcjum Kampsax, które pozostało wykonawcą linii aż do zakończenia jej budowy 18 sierpnia 1938 r.
Aby obsłużyć ruch na linii, rząd Iranu zamówił w Szwecji, Niemczech, Austrii, Wielkiej Brytanii i Stanach Zjednoczonych 53 parowozy i dwie lokomotywy spalinowe. Silniki parowozów zostały przebudowane, aby umożliwić użycie drewna (w północnym Iranie) lub oleju, ponieważ węgiel nie był w Iranie dostępny. Rząd irański zamówił także 834 wagony, w tym 763 towarowe, 32 cysterny, 29 wagonów pasażerskich i dwie salonki dla szacha i jego rodziny, wyprodukowane w Niemczech (Link Hofman) i Szwecji (NOGHAB). Ponieważ Linia Transirańska nie była połączona z żadną siecią kolejową, lokomotywy i wagony były transportowane drogą morską.
Całkowite koszty budowy Kolei Transirańskiej wyniosły 2 miliardy riali (125 milionów dolarów), co stanowiło 20% rocznego PKB kraju. 65% kosztów sfinansowano podatkiem od cukru i herbaty, a 35% pokrył rząd i Narodowy Bank Iranu. 

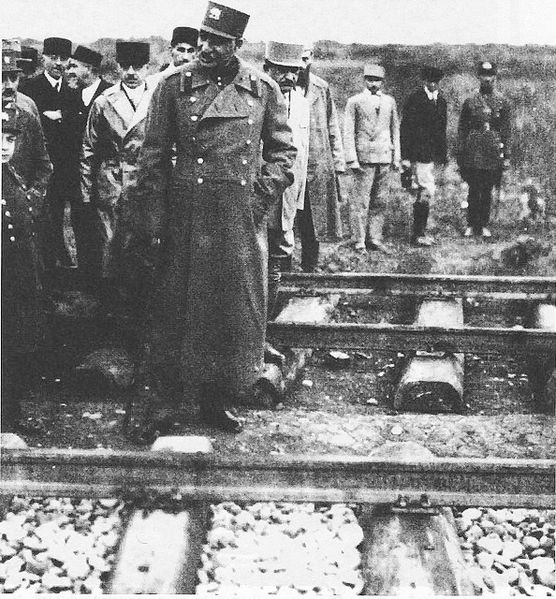
Reza Szach na budowie Kolei (1920)
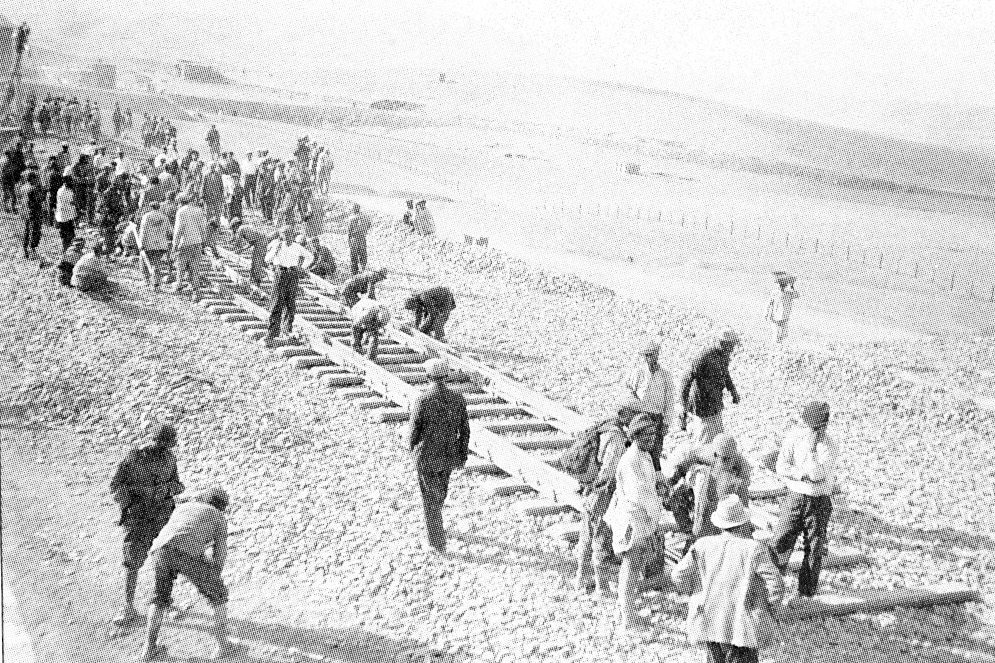
Budowa torów Kolei Transirańskiej (1927)
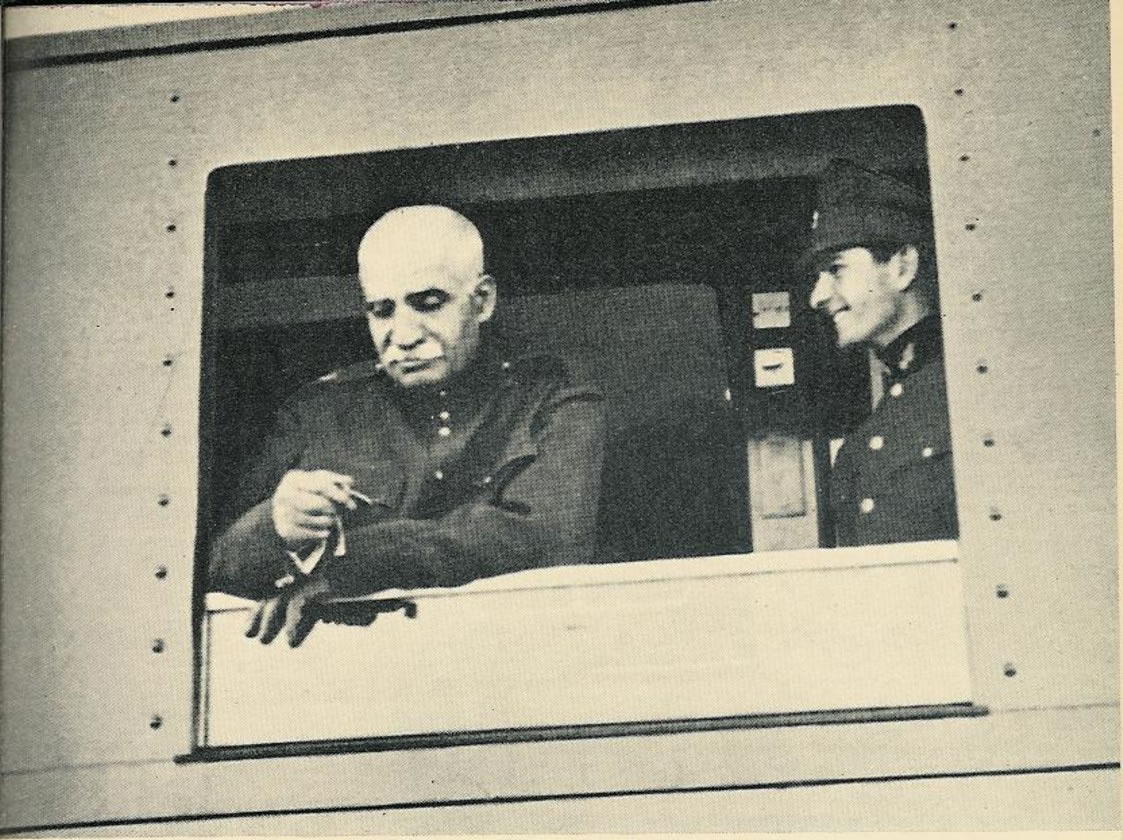
Reza Szach z synem w pociągu Kolei Transirańskiej (1937)
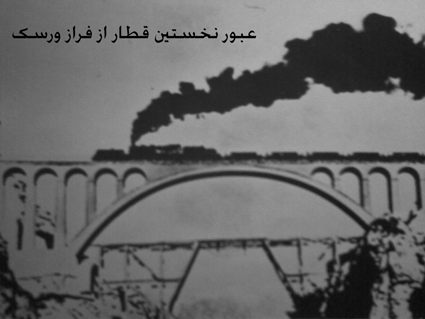
Pierwszy pociąg przejeżdżający przez most Veresk (1936)
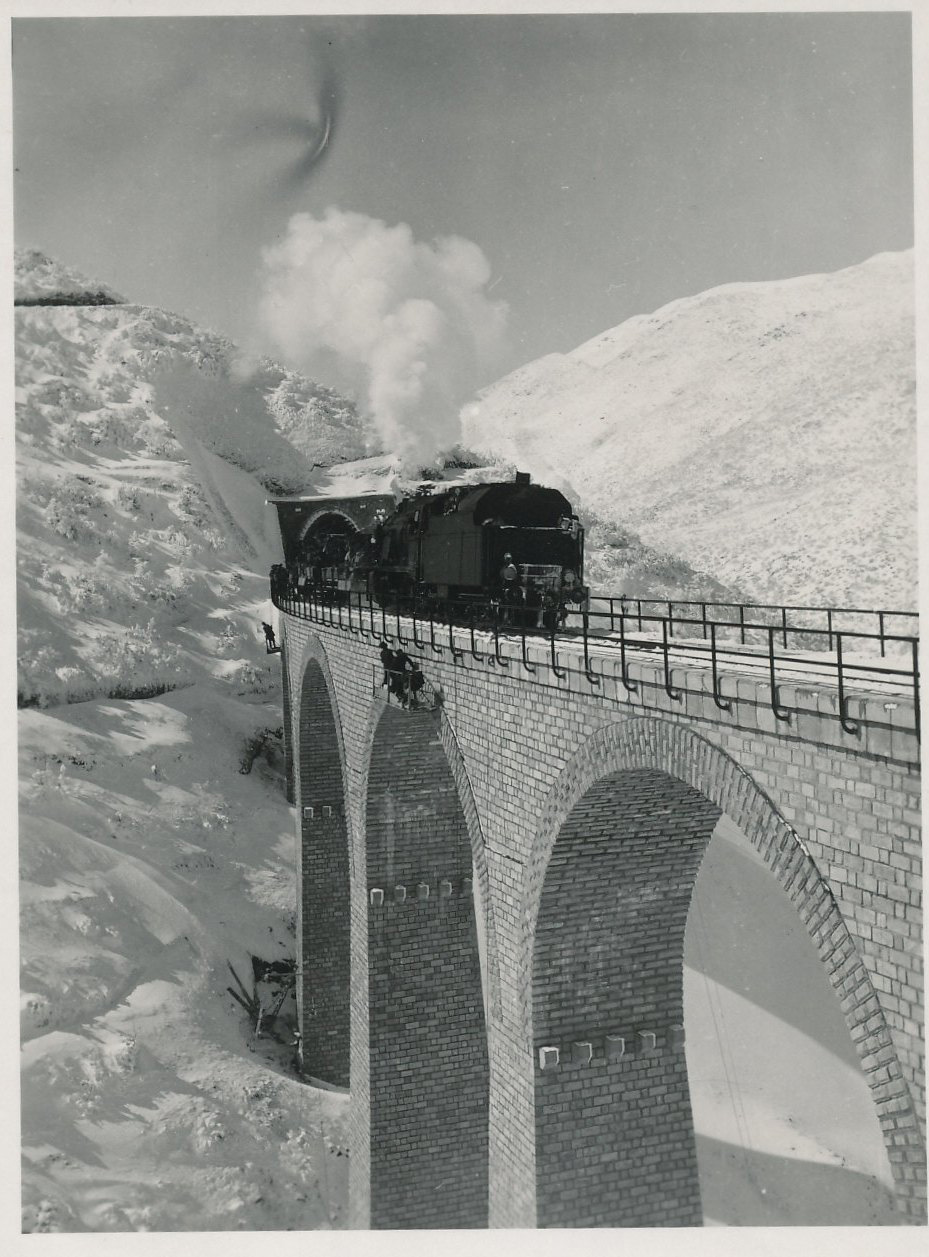
Wiadukt Kolei Transirańskiej
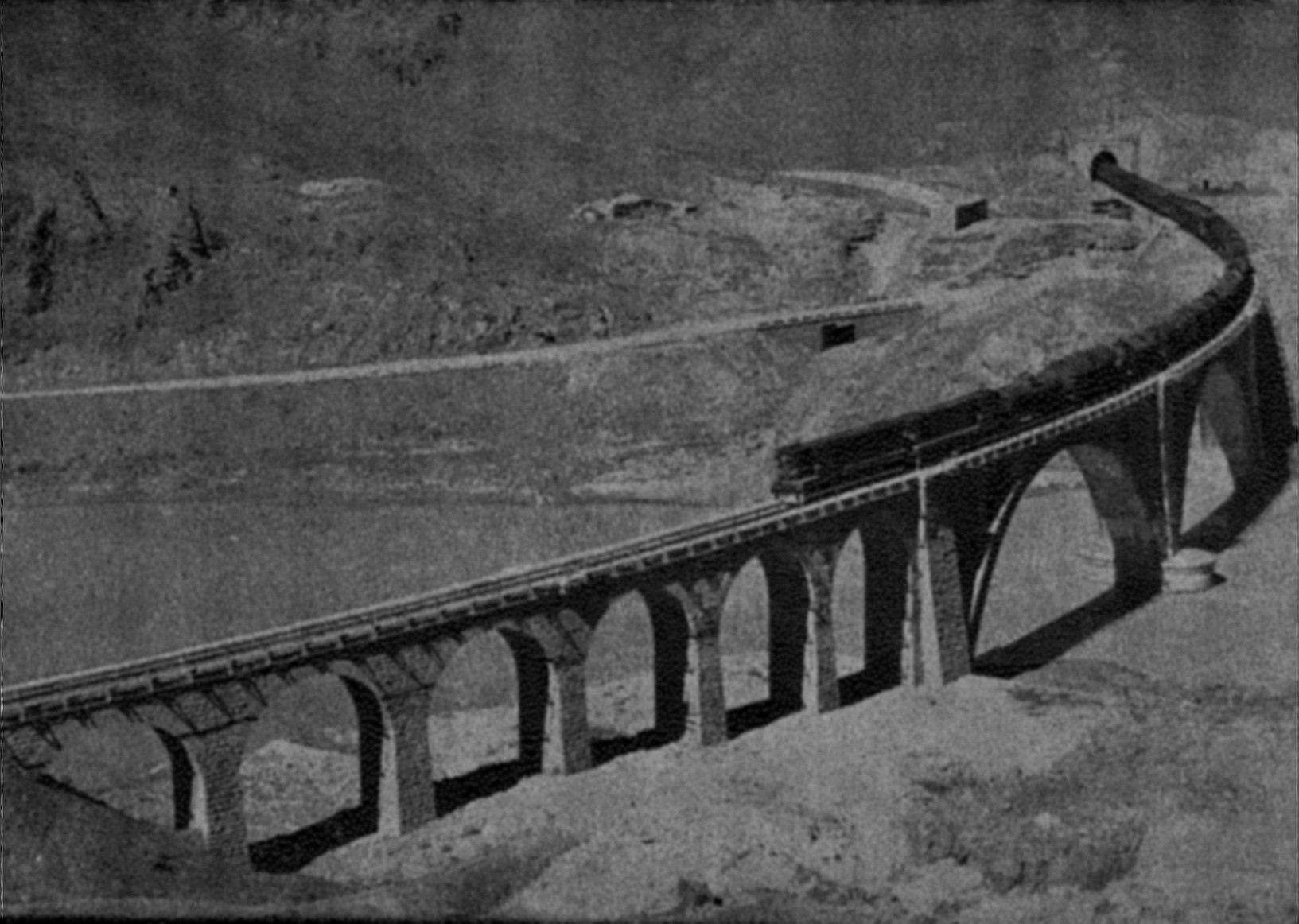
Wiadukt Kolei Transirańskiej (1960)

## Upamiętnienie
Se Khat Tala i Most Veresk stanowiły motyw zdobiący banknoty Iranu.

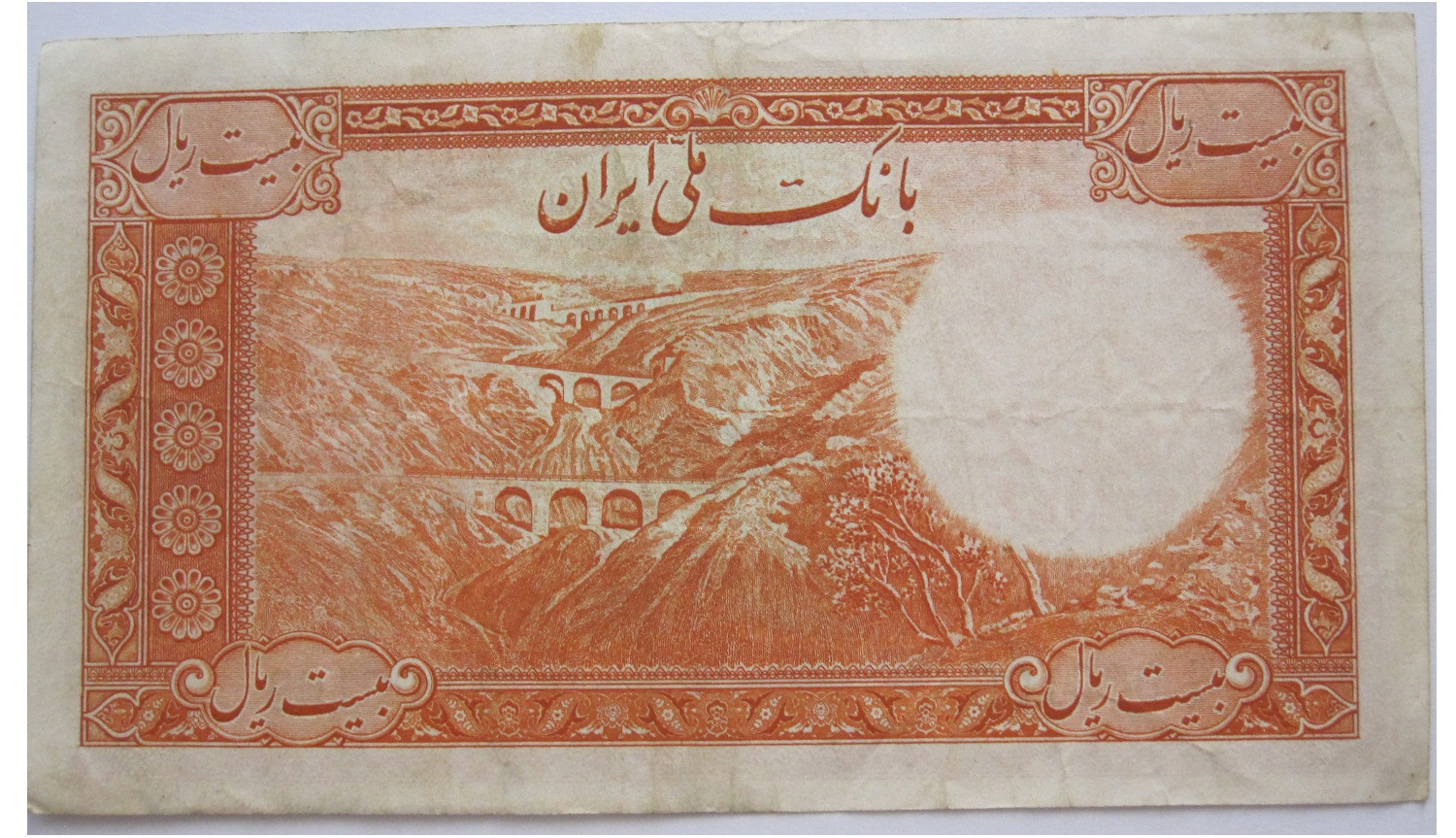
Banknot 20 riali z Se Khat Tala
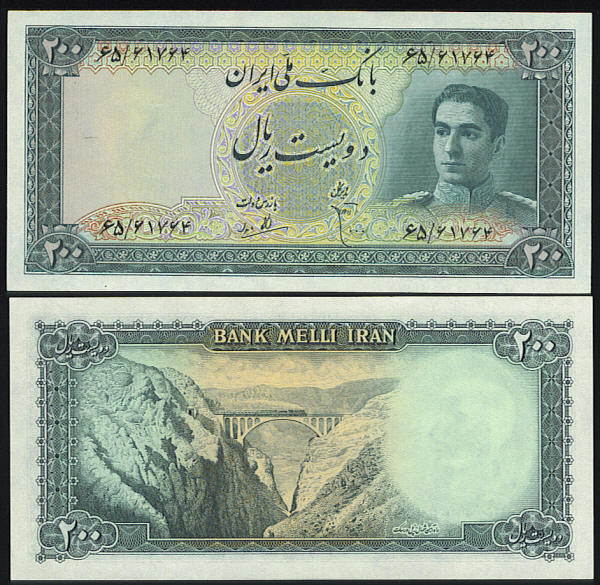
Banknot 200 riali z 1948 r. z mostem Veresk
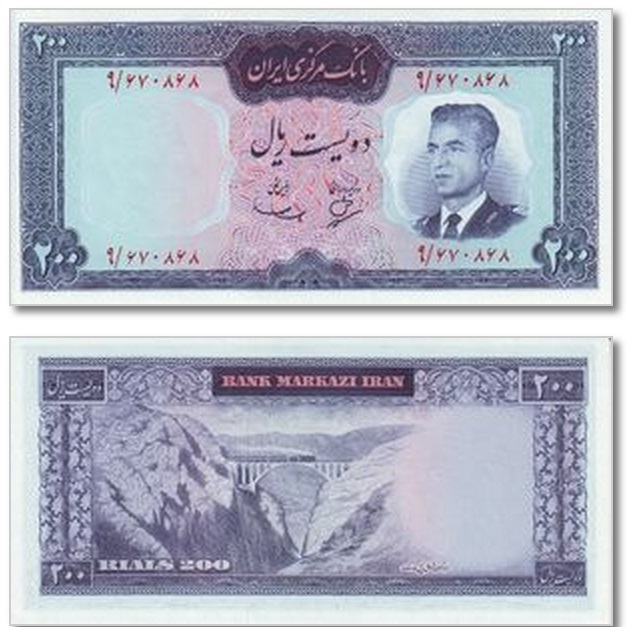
Banknot 200 riali z 1965 r. z mostem Veresk